# Margarita Volochine
Pour les articles homonymes, voir Volochine.
Margarita Volochine, née Margarita Sabachnikova (en russe : Маргарита Васильевна Сабашникова, Margarita Vassilievna Sabachnikova) à Moscou (Empire russe) le 19 janvier 1882 (31 janvier 1882 dans le calendrier grégorien) et morte à Stuttgart (Allemagne) le 2 novembre 1973, est une artiste peintre et écrivaine russe.

## Biographie
Margarita Vassilievna naît à Moscou dans une famille de marchands. Son père est Vassili Mikhaïlovitch Sabachnikov (1848-1923), un marchand de thé et sa mère est Margarita Alekseïevna (1860-1933), née Andreïeva dans une riche famille de marchands moscovites.
En 1903, à Moscou, lors d'une exposition de peintures de Sergueï Chtchoukine, elle rencontre le poète Maximilien Volochine.
En 1905, elle rencontre Rudolf Steiner et devient une fervente partisane de l'anthroposophie. Elle traduit de l'allemand et diffuse dans son entourage les conférences inédites de Steiner. Steiner lui-même traite Margarita Vassilievna d'une manière particulière et lui prête beaucoup d'attention. Elle restera dévouée aux enseignements de Steiner toute sa vie.

### Mariage avec Volochine et romance avec la famille Ivanov
Le 12 avril 1906, Margarita Sabachnikova épouse à Moscou Maximilian Volochine . Ses parents sont mécontents du choix de leur fille. Après le mariage, le couple part pour Paris, où ils suivent les conférences de Steiner. Ils se rendent ensuite à Munich, mais Volochine persuade sa femme de demeurer à Koktebel. Margarita Volochine n'aime pas cette ville et ils s'installent alors à Saint-Pétersbourg dans l'appartement "tour" de Viatcheslav Ivanovitch Ivanov, où se réunissent des poètes, philosophes et artistes de la culture russe proches des symbolistes.
Margarita Volochine tombe amoureuse de Viatcheslav Ivanov, alors qu'elle aimait aussi sa femme Lidia Dmitrievna Zinoviev-Annibal.
Dans la nuit du 25 au 26 février 1907, elle conclut une « triple alliance » avec les Ivanov. Maximilian Volochine décide de donner la liberté à sa femme et part pour Saint-Pétersbourg.
En 1907, Sabachnikova et Volochine se séparent mais maintiennent des relations amicales pour la vie. 
De 1914 à 1917, pendant la Première Guerre mondiale, Margarita Volochina vit en Suisse, où elle participe à la construction du Goetheanum à Dornach.
Après la révolution de février 1917, elle retourne en Russie et travaille beaucoup comme peintre. Elle acquiert une renommée en tant qu'artiste et s'investit dans la peinture d'icônes.

### Vie en Allemagne
En 1922, elle s'installe définitivement en Allemagne et se consacre à la peinture religieuse et profane.

### Décès
Margarita Vassilievna meurt le 2 novembre 1973 à Stuttgart, à l'âge de 91 ans. Selon son testament, elle est incinérée, et ses cendres sont envoyées en Suisse, à Dornach.

## Œuvre
Toute sa vie, elle est proche de la culture allemande. Vivant à Moscou, elle traduit des mystiques allemands (par exemple, Meister Eckhart, dont le livre, avec une longue préface et une biographie qu'elle a écrite, est la première édition russe du mysticisme allemand.
En 1913, le livre de Margarita Sabachnikova Saint Séraphin est publié, représentant une exposition populaire de la biographie du célèbre saint russe Séraphin de Sarov, dont les actes servent également de base au poème Saint Séraphin de Maximilian Volochine.
Elle rédige le livre de mémoires Le Serpent vert (1954), écrit en allemand, traduit et publié pour la première fois en Russie en 1993, qui décrit les années d'enfance dans la Russie pré-révolutionnaire, la révolution, ses rencontres avec de nombreuses personnalités, comme par exemple, sa conversation avec Léon Tolstoï, l'étude de la peinture sous la direction d'Ilia Répine et de Konstantin Korovine, son amitié avec Viatcheslav Ivanov et Andreï Biély, la connaissance de Constantin Balmont, Nicolas Berdiaev, V. Maïakovski, Mikhaïl Tchekhov et bien d'autres. Le lecteur est confronté à des images de personnes et d'événements, à des détails quotidiens saisis avec précision et à des images de grands bouleversements historiques, dont l'auteure du livre a été témoin.